# Muhammad Nur al-Din Isma'il
Muhammad Nur al-Din Isma'il (Kafr al-Elw, 17 ottobre 1920) è un imam egiziano.
Laureato in studi islamici presso il corso di teologia della moschea/università islamica di al-Azhar  del Cairo, è stato il primo imam della Moschea di Roma. Il suo incarico è durato dal 1983 al 1993.